# Selsawet Lyschtschyzy
Der Selsawet Lyschtschyzy, Lyschtschyzki Selsawet (belarussisch Лышчыцкі сельсавет; russisch Лыщицкий сельсовет) ist eine Verwaltungseinheit im Rajon Brest in der Breszkaja Woblasz in Belarus. Das Zentrum des Selsawets ist das Dorf Lyschtschyki. Lyschtschyzki Selsawet im Norden des Rajons und umfasst 17 Dörfer.
Auf dem Gebiet des Selsawets befindet sich eines der größten Torffelder Weißrusslands.